# Adam Adamant Lives!
Adam Adamant Lives! est une série télévisée britannique d'aventure diffusée de 1966 à 1967 sur BBC One, avec Gerald Harper dans le rôle principal. Créée par Donald Cotton et Richard Harris, et développée par Sydney Newman, la série compte 29 épisodes de 50 minutes en noir et blanc, diffusés entre le 23 juin 1966 et le 25 mars 1967. La série a été produite par plusieurs anciens collaborateurs de Doctor Who. En 2020, Big Finish Productions a réimaginé la série sous forme de drame audio. Cette série est inédite dans tous les pays francophones.

## Synopsis
Adam Adamant est un aristocrate de l'époque édouardienne qui se réveille après une hibernation dans l'Angleterre du Swinging London en 1966. L'histoire de départ, de science-fiction laisse vite place à des enquêtes indépendantes, Adam Adamant jouant au justicier, offrant une perspective satirique sur la vie des années 60 à travers les yeux d'un homme de l'époque édouardienne.

## Personnage principal
Le personnage principal de Adam Adamant Lives! a d'abord été envisagé sous plusieurs noms différents, tels que "Cornelius Chance", "Rupert De'Ath", "Dick Daring", "Dexter Noble", "Aurelian Winton", "Magnus Hawke", et même "Darius Crud". Cependant, Sydney Newman a finalement opté pour le nom "Adam Adamant", inspiré par le terme minéral adamantin, qui, depuis le Moyen Âge, fait souvent référence au diamant.
Dans l'épisode d'ouverture, intitulé "A Vintage Year for Scoundrels", Adam Llewellyn De Vere Adamant est présenté comme un aventurier gentleman de l'époque édouardienne. En 1902, un an après l'accession au trône d'Édouard VII, Adamant part à la recherche de sa petite amie kidnappée, Louise. Cependant, il tombe dans un piège tendu par son ennemi juré, the Face, dont l'identité est dissimulée derrière un masque de cuir et qui s'exprime d'une voix sinistre et chuchotante. The Face capture Adamant et le condamne à être congelé pour l'éternité dans un bloc de glace. Avant d'être gelé, Adamant demande une dernière faveur : voir Louise. C'est alors qu'il découvre, horrifié, que Louise avait simulé son enlèvement et travaillait en réalité pour the Face depuis le début.
Adamant est découvert en 1966, lors de la démolition d'un bâtiment, et il est alors réanimé. Après être sorti de l'hôpital et s'être effondré dans les rues de Londres, il est secouru par Georgina Jones, qui l'emmène chez elle. Dès son réveil, Adamant se retrouve plongé dans le monde criminel des années 1960 lorsque Georgina est menacée après avoir failli être témoin du meurtre de son grand-père par des racketteurs lors d'une soirée en discothèque.
Bien qu'elle soit en de nombreux aspects une femme typique du Swinging Sixties, Georgina a grandi en idolâtrant Adamant à travers les histoires de ses exploits datant du début du siècle. Elle tente de s'impliquer dans toutes ses affaires, malgré les efforts d'Amadant pour l'en dissuader, elle parvient souvent à se retrouver sur les lieux des événements se déroulent ses enquêtes. Le rôle de Georgina était initialement interprété par Ann Holloway dans l'épisode pilote non diffusé, mais le rôle a été finalement attribué à Juliet Harmer, car il a été estimé que la performance d'Ann Holloway ne convenait pas à la série.
Dans le deuxième épisode, intitulé "Death Has a Thousand Faces" (dont les événements se déroulent à Blackpool), Adamant engage un nouveau serviteur, un ancien artiste de music-hall et marionnettiste du spectacle de Punch et Judy, nommé William E. Simms. Le rôle devait à l'origine être joué par John Dawson, mais après s'être blessé au dos en soulevant une actrice lors des répétitions de l'épisode "The Sweet Smell of Disaster",[réf. nécessaire] il a été remplacé par Jack May.
Adamant est un expert épéiste, portant une canne-épée avec laquelle il élimine froidement tout ennemi qui le mérite. John Steed de Chapeau melon et bottes de cuir, et Lord Peter Wimsey utilisaient des armes similaires. Adamant était colonel et membre de la force volontaire du 51e Yeomanry depuis 1895, bien qu'il soit inscrit dans leurs dossiers officiels comme étant "porté disparu, présumé tué" depuis 1902. Il est également un bon boxeur et montre parfois une compétence en Ju-jitsu, qui avait été introduit en Angleterre plusieurs années avant qu'il ne soit congelé.
Bien qu'il n'y ait aucune indication sur la provenance de son argent ou sur la manière dont il se finance, Adamant a reconstruit son ancienne maison, le 26A Albany Street, longtemps démoli, au sommet d'un parking à plusieurs étages qu'il avait acheté au 17 Upper Thames Street, dans le centre de Londres. On y accède par un ascenseur caché de l'autre côté d'un mur coulissant, activé depuis l'extérieur en appuyant sur un bouton de commande dissimulé. Il a également acheté une Mini Cooper S avec la plaque d'immatriculation personnalisée AA 1000. La voiture était une conversion spéciale : une "Mini de Ville" réalisée par Harold Radford Coach Builder LTD. Il effectue occasionnellement des missions pour le gouvernement Britannique, comme dans l'épisode "More Deadly Than the Sword". Lorsqu'il est assommé, Adamant rêve souvent de la manière dont il a été capturé par the Face et Louise. Il continue d'être exploité par les femmes dans les années 60, en raison de sa naïveté anachronique.
The Face est revenu dans la série lors de la deuxième saison, à partir de l'épisode "A Slight Case of Reincarnation". Il rejoint Adamant dans le présent, ayant également été congelé en 1902. Sa complice, Louise, a vieilli naturellement, veillant sur lui pendant les années écoulées avant de le réanimer. Tout au long de la deuxième saison, The Face aide les antagonistes d'Adamant, mais parvient systématiquement à s'échapper avant de faire face à une défaite. Dans le dernier épisode, Adamant célèbre son 100e anniversaire dans "A Sinister Sort of Service", recevant un télégramme de la Reine.

## Production

### Développement de la série
Adam Adamant Lives! a été décrit par des observateurs modernes comme "ce qu’aurait pu être Doctor Who", car au moins trois anciens collaborateurs de Doctor Who ont occupé des postes clés lors de la conception du pilote. Ainsi était-ce le cas de la productrice Verity Lambert et du "Responsable des Drames Télévisés" Sydney Newman. Ensemble, ils avaient été au cœur des décisions qui ont lancé Doctor Who en 1963. La série a également permis de faire appel à Donald Cotton, qui avait écrit deux scénarios pour Doctor Who en 1965. Cotton et son partenaire Richard Harris ont écrit le premier scénario, "A Vintage Year for Scoundrels", et ont donc été crédités en tant que co-créateurs,. Cependant, au fil des années, c'est Newman qui a seul été cité comme créateur de la série. La BBC même a parfois propagé cette idée, le désignant comme l'unique créateur dans certains de ses articles consacrées au programme.
Adam Adamant Lives! a été rapidement créé pour remplacer l'adaptation prévue des aventures du détective littéraire Sexton Blake. Lorsque les droits sur le personnage sont soudainement devenus indisponibles, il a fallu que les scénaristes Cotton et Harris, ainsi que le consultant en scénarios Tony Williamson, proposent une idée alternative. Vers la fin de sa vie, Newman a indiqué  avoir été significativement impliqué dans les réécritures, suggérant que la critique Mary Whitehouse avait été une source d'inspiration partielle pour le personnage. Beaucoup de scènes en intérieur ont été filmées aux Studios 3 et 5 du BBC Television Centre à Londres. [réf. nécessaire]

### Tournage
Pour interpréter le rôle-titre, Gerald Harper a choisi de porter des sourcils postiches inspirés de ceux de son maquilleur. Il portait également une perruque.  Etant myope, Harperet était aussi porteur de lunettes, qu'il retirait dès que le tournage commençait. Lorsque la série s'est terminée, la maquilleuse a cousu ses faux sourcils sur un échantillon de tissu, avec la mention "Ici reposent les sourcils d'Adam Adamant, 1966–1967" écrite en dessous, dispositif qu'elle a encadré et offert à Harper en souvenir. Harper a également conservé la canne-épée de son personnage. Les deux objets restent accrochés à un mur chez lui jusqu'à ce jour. [réf. nécessaire]

### Annulation
Le critique de télévision Paul Stump estime dans le documentaire de BBC Four The Cult of Adam Adamant! que la série a été arrêtée parce que sa concurrente Chapeau melon et bottes de cuir, diffusée à la même époque, était une version "plus sexy, plus élégante, et mieux financée du même concept."
Gerald Harper a ensuite joué dans Gazette pour ITV et sa suite Hadleigh.

## Épisodes
L'épisode pilote non diffusé, "Adam Adamant Lives", n'existe plus dans les archives de la BBC. L'ensemble de la première saison, à l'exception de "Ticket to Terror", est conservé par la BBC. La deuxième saison n'a pas eu une meilleure conservation, seuls les épisodes "Black Echo" et "A Sinister Sort of Service" existent encore.

### Épisode Pilote - Adam Adamant
| N° production | N° saison | Titre                | Réalisation    | Scénariste                     | Première diffusion au Royaume-Uni |
| --- | --------- | -------------------- | -------------- | ------------------------------ | --------------------------------- |
| 0 | 0         | "Adam Adamant Lives" | William Slater | Donald Cotton & Richard Harris | N/A                               |
| L'aventurier Édouardien et gentleman Adam Adamant poursuit son adversaire connu sous le nom de The Face jusqu'à un manoir abandonné. Une fois sur place, il est piégé et congelé dans une mort éternelle. Réveillé en 1966, il se lie d'amitié avec la jeune Georgina Jones. Toujours en vie, The Face enlève le secrétaire d'État, prévoyant de l'échanger contre Adamant. La scène de 1902 est réutilisée dans "A Vintage Year for Scoundrels" |           |                      |                |                                |                                   |

### Saison 1 (1966)
| N° production | N° saison | Titre                               | Réalisation                               | Scénariste                                                                               | Première diffusion au Royaume-Uni |
| --- | --------- | ----------------------------------- | ----------------------------------------- | ---------------------------------------------------------------------------------------- | --------------------------------- |
| 1 | 1         | "A Vintage Year for Scoundrels"     | David Sullivan Proudfoot & William Slater | Tony Williamson Avec les contributions supplémentaires de Donald Cotton & Richard Harris | 23 Juin 1966                      |
| L'aventurier Édouardien et gentleman Adam Adamant poursuit son adversaire connu sous le nom de The Face jusqu'à un manoir abandonné. Une fois sur place, il est piégé et congelé dans une mort éternelle. Réveillé en 1966, il se lie d'amitié avec la jeune Georgina Jones. Toujours en vie, The Face enlève le secrétaire d'État de l'intérieur, prévoyant de l'échanger contre Adamant.                  |           |                                     |                                           |                                                                                          |                                   |
| 2 | 2         | "Death Has a Thousand Faces"        | Philip Dudley                             | Tony Williamson                                                                          | 30 Juin 1966                      |
| Lorsqu'un homme est poignardé pour un bâtonnet de sucre candi de Blackpool, Adamant et Jones découvrent un mystérieux morceau de papier et se rendent à Blackpool. Sur place, ils font la connaissance de Simms, un marionnettiste de Punch et Judy, qui les rejoint dans leur enquête. |           |                                     |                                           |                                                                                          |                                   |
| 3 | 3         | "More Deadly Than the Sword"        | Leonard Lewis                             | Terence Frisby                                                                           | 7 Juillet 1966                    |
| Un haut responsable des services de renseignement a été compromis par des maîtres-chanteurs orientaux. Adamant est envoyé à Tokyo et découvre une maison de geishas où les clients sont régulièrement piégés par des caméras cachées. |           |                                     |                                           |                                                                                          |                                   |
| 4 | 4         | "The Sweet Smell of Disaster"       | Philip Dudley                             | Robert Banks Stewart                                                                     | 14 Juillet 1966                   |
| Benjamin Kinthly vole une formule secrète avec l'intention de rendre tout le Royaume-Uni dépendant de l'odeur de son détergent Cloud 7. Même Georgie et Simms en deviennent obsédés, laissant à Adam Adamant le soin de trouver l'antidote avant qu'il ne soit trop tard. |           |                                     |                                           |                                                                                          |                                   |
| 5 | 5         | "Allah Is Not Always With You"      | Paul Ciappessoni                          | Tony Williamson                                                                          | 21 Juillet 1966                   |
| Adam est plongé dans l'univers des boîtes de nuit, de la drogue et du meurtre alors qu'il enquête sur la mort d'une jeune fille liée à un prince arabe. |           |                                     |                                           |                                                                                          |                                   |
| 6 | 6         | "The Terribly Happy Embalmers"      | Paul Ciappessoni                          | Brian Clemens                                                                            | 4 Août 1966                       |
| Le meurtre d'un financier conduit Adam dans le monde des embaumeurs, mais son propre destin est en train de le rattraper. |           |                                     |                                           |                                                                                          |                                   |
| 7 | 7         | "To Set a Deadly Fashion"           | Leonard Lewis                             | Tony Williamson                                                                          | 11 Août1966                       |
| Adam se retrouve au milieu d'un complot meurtrier lorsqu'il pénètre dans le monde de la mode. |           |                                     |                                           |                                                                                          |                                   |
| 8 | 8         | "The Last Sacrifice"                | Philip Dudley                             | Richard Harris                                                                           | 18 Août 1966                      |
| Un week-end à la campagne se transforme en une course contre la montre pour arrêter un magicien qui tient l'humanité en otage. |           |                                     |                                           |                                                                                          |                                   |
| 9 | 9         | "Sing a Song of Murder"             | Moira Armstrong                           | John Pennington                                                                          | 25 Août 1966                      |
| L'après-midi de Georgina, initialement prévu pour une fête arrosée, se transforme en braquage de banque collectif suivi d'une amnésie pour tous les participants. Après avoir payé la caution de Miss Jones, Adam Adamant enquête sur l'origine des instructions criminelles subliminales : un disque produit par Hypersonic.                                                                               |           |                                     |                                           |                                                                                          |                                   |
| 10 | 10        | "The Doomsday Plan"                 | Paul Ciappessoni                          | Richard Harris                                                                           | 1 Septembre 1966                  |
| Du matériel de la BBC est volé et certains présentateurs sont kidnappés, pour revenir ensuite en parlant de la fin du monde. Le "Docteur" Mort, dont le métier est de prédire l'apocalypse, fixe la date de sa dernière prophétie au 30 septembre. |           |                                     |                                           |                                                                                          |                                   |
| 11 | 11        | "Death by Appointment Only"         | Moira Armstrong                           | Tony Williamson                                                                          | 8 Septembre 1966                  |
| L'enquête d'Adamant sur le meurtre de plusieurs hommes d'affaires le conduit à enquêter sur l'agence d'escorte Eve. Contre sa volonté, Georgina tente également d'infiltrer l'agence en tant qu'employée. |           |                                     |                                           |                                                                                          |                                   |
| 12 | 12        | "Beauty Is an Ugly Word"            | Philip Dudley                             | Vince Powell & Harry Driver                                                              | 15 Septembre 1966                 |
| Un virus mortel a été découvert par accident et, bien entendu, il est rapidement volé. Le seul indice dont dispose Adamant l’amène à assister à un concours de beauté remporté par personne d'autre que Georgina Jones. Sinoda, propriétaire du Café Val Deum et organisateur du concours mensuel, offre à Georgina l'opportunité de reconstruire le monde après que le virus l’aura purifié de la laideur. |           |                                     |                                           |                                                                                          |                                   |
| 13 | 13        | "The League of Uncharitable Ladies" | Ridley Scott                              | John Pennington                                                                          | 22 Septembre 1966                 |
| La mort de plusieurs hommes importants conduit Adamant vers la Gentlewomen's Charity League. Georgina trouve un emploi dans le vestiaire du club. Mais malgré la présence d'Adamant en tant que garde du corps, la League parvient tout de même à éliminer leur prochaine cible. |           |                                     |                                           |                                                                                          |                                   |
| 14 | 14        | "Ticket to Terror"                  | Tina Wakerell                             | Dick Sharples                                                                            | 29 Septembre 1966                 |
| Adam enquête sur la disparition de 400 passagers d'un train de la ligne Waterloo & City. |           |                                     |                                           |                                                                                          |                                   |
| 15 | 15        | "The Village of Evil"               | Anthea-Browne Wilkinson                   | Vince Powell & Harry Driver                                                              | 6 Octobre 1966                    |
| En vacances à la campagne, Adam arrive dans une mystérieuse vieille auberge près d'un village en ruine, où les résidents sont secrètement membres d'un clan meurtrier de sorcières et de sorciers adorateurs de Satan. |           |                                     |                                           |                                                                                          |                                   |
| 16 | 16        | "D for Destruction"                 | Moira Armstrong                           | Tony Williamson                                                                          | 13 Octobre 1966                   |
| Son ancien régiment étant en proie à des morts mystérieuses, Adamant est nommé commandant en chef lorsqu'il découvre un complot visant à prendre le contrôle d'une installation de missiles nucléaires. |           |                                     |                                           |                                                                                          |                                   |

### Saison 2 (1966–67)
| N° production | N° saison | Titre                            | Réalisation     | Scénariste                                 | Première diffusion au Royaume-Uni |
| --- | --------- | -------------------------------- | --------------- | ------------------------------------------ | --------------------------------- |
| 17 | 1         | "A Slight Case of Reincarnation" | Roger Jenkins   | Tony Williamson & Brian Clemens (histoire) | 31 Décembre 1966                  |
| Adam est déterminé à libérer un leader africain de l'emprise de The Face.* |           |                                  |                 |                                            |                                   |
| 18 | 2         | "Black Echo"                     | Moira Armstrong | Derek Ford & Donald Ford                   | 7 Janvier 1967                    |
| La Banque d'Angleterre souhaite qu'Adamant conteste l'identité de la grande duchesse russe Vorokhov (afin de ne pas avoir à lui verser d'argent), mais Adam est davantage intrigué par une broche que porte la vieille femme. En visitant Mede Hall House, il ignore qu'un ancien ennemi l'attend en cachette... |           |                                  |                 |                                            |                                   |
| 19 | 3         | "Conspiracy of Death"            | Roger Jenkins   | Vince Powell & Harry Driver                | 14 Janvier 1967                   |
| Adam enquête sur le meurtre d'un ancien collègue de guerre de Simms. |           |                                  |                 |                                            |                                   |
| 20 | 4         | "The Basardi Affair"             | Henri Safran    | Ian Stuart Black                           | 21 Janvier 1967                   |
| **Adam se met à dos le dirigeant d'un pays riche en pétrole. |           |                                  |                 |                                            |                                   |
| 21 | 5         | "The Survivors"                  | Moira Armstrong | Vince Powell & Harry Driver                | 28 Janvier 1967                   |
| Lorsque plusieurs inventions sont mises sur le marché après la mort de leurs inventeurs, Adam Adamant se retrouve mêlé à un complot sinistre. |           |                                  |                 |                                            |                                   |
| 22 | 6         | "Face in a Mirror"               | Henri Safran    | John Pennington                            | 4 Février 1967                    |
| The Face revient, déterminé à débarrasser le monde d'Adam Adamant une bonne fois pour toutes. |           |                                  |                 |                                            |                                   |
| 23 | 7         | "Another Little Drink"           | Laurence Bourne | Ian Stuart Black                           | 11 Février 1967                   |
| Adam doit agir rapidement pour stopper la propagation d'un poison mortel. |           |                                  |                 |                                            |                                   |
| 24 | 8         | "Death Begins at Seventy"        | Ridley Scott    | Dick Sharples                              | 18 Février 1967                   |
| Adam enquête sur des événements étranges dans une maison de retraite. |           |                                  |                 |                                            |                                   |
| 25 | 9         | "Tunnel of Death"                | Moira Armstrong | Richard Waring                             | 25 Février 1967                   |
| Les nouveaux plans de The Face menacent de détruire le monde en morceaux. |           |                                  |                 |                                            |                                   |
| 26 | 10        | "The Deadly Bullet"              | Henri Safran    | Vince Powell & Harry Driver                | 4 Mars 1967                       |
| Adam enquête sur le meurtre d'un magicien. |           |                                  |                 |                                            |                                   |
| 27 | 11        | "The Resurrectionists"           | Ridley Scott    | Derek Ford & Donald Ford                   | 11 Mars 1967                      |
| Adam se retrouve impuissant lorsque les agents de The Face commencent leur invasion. |           |                                  |                 |                                            |                                   |
| 28 | 12        | "Wish You Were Here"             | Moira Armstrong | James MacTaggart                           | 18 Mars 1967                      |
| La mort de la mère de Simms pourrait-elle être un piège mortel pour Adam ? |           |                                  |                 |                                            |                                   |
| 29 | 13        | "A Sinister Sort of Service"     | Laurence Bourne | Tony Williamson                            | 25 Mars 1967                      |
| La célébration du 100e anniversaire d'Adam est interrompue par une vague de criminalité à Londres : six vols simultanés la nuit même. Son enquête débute chez Surveillance Services, où il développe immédiatement une méfiance envers l'ordinateur d'analyse criminelle.                                        |           |                                  |                 |                                            |                                   |

* Environ quatre minutes de cet épisode existent sur bande audio dans une collection privée et sont incluses dans les bonus du DVD.
** Cet épisode existe actuellement uniquement sous forme d'enregistrement audio.

### Épisodes perdus
Il y avait à l'origine 29 épisodes en noir et blanc composant deux saisons, plus un pilote non diffusé intitulé Adam Adamant Lives (sans point d'exclamation). La scène en 1902 est maintenant tout ce qui reste de ce premier épisode jamais diffusé de la série, et n'existe que parce qu'elle a été réutilisée plus tard dans "A Vintage Year for Scoundrels". Aucun script de Adam Adamant Lives n'est connu, et la seule documentation restante est la description donnée dans le Drama Early Warning Synopsis du jeudi 10 mars 1966 ; celle-ci est incluse dans le livret Adam Adamant Lives!: Viewing Notes accompagnant le coffret DVD Adam Adamant Lives!: The Complete Collection publié par 2entertain Ltd en juillet 2006.
La première saison, à l'exception de "Ticket to Terror", a été réalisée en utilisant un mélange de film 16 mm pour les séquences en extérieur et d'enregistrement en studio multi-caméras utilisant des caméras électroniques 625 lignes. Cependant, au lieu d'être monté sur bande vidéo, comme c'était la procédure habituelle à la BBC, la série a été entièrement montée sur film, les enregistrements de caméras de studio étant télécinématographiées pour faciliter le montage. (À l'époque, le montage sur bande vidéo était difficile.)
"Ticket to Terror" de la première saison et tous les épisodes de la deuxième saison ont été réalisés avec le mélange habituel de bande et de film, mais ont été montés sur bande. La suppression par la BBC dans les années 1970 a entraîné la perte de toutes les bandes des masters vidéo. Les enregistrements sur film n'ont pas tous survécu non plus, un épisode en film 35 mm étant connu pour avoir été détruit.
En conséquence, seuls 16 épisodes restaient dans les archives lorsque la BBC a pris conscience de la valeur de ces enregistrements, y compris les premier et dernier épisodes dans l'ordre de diffusion. Ceux-ci étaient principalement sous forme de télécinématographies en film 35 mm, avec une poignée d'épisodes en enregistrements sur film 16 mm ou en tirages réduits. Dans le cas de certains épisodes, les séquences en extérieur en 35 mm existaient également et ont été utilisées pour remastériser les épisodes survivants. Le dernier épisode de la saison 1, "D For Destruction", pensé perdu à jamais, a été retrouvé en 2003 dans une boîte de film mal étiquetée aux Archives de la BBC. Il a été montré au public lors de l'événement Missing Believed Wiped et est inclus dans le coffret DVD Complete Collection.
Un autre épisode perdu, "The Basardi Affair", a été retrouvé en 2017 sous la forme d'un enregistrement audio complet, et reste à ce jour le seul épisode manquant de Adam Adamant Lives! connu à exister dans ce format.
Une campagne d'appel public, la BBC Archive Treasure Hunt, continue de rechercher les épisodes manquants

#### Liste des épisodes perdus
| N° saison | N° épisode | Épisode perdus                 | Première diffusion au Royaume-Uni |
| --------- | ---------- | ------------------------------ | --------------------------------- |
| 0         | Pilote     | Adam Adamant Lives             | Non diffusé                       |
| 1         | 14         | Ticket To Terror               | 29 Septembre 1966                 |
| 2         | 1          | A Slight Case of Reincarnation | 31 Décembre 1966                  |
| 2         | 3          | Conspiracy of Death            | 14 Janvier 1967                   |
| 2         | 4          | The Basardi Affair*            | 21 Janvier 1967                   |
| 2         | 5          | The Survivors                  | 28 Janvier 1967                   |
| 2         | 6          | Face in a Mirror               | 4 Février 1967                    |
| 2         | 7          | Another Little Drink           | 11 Février 1967                   |
| 2         | 8          | Death Begins at Seventy        | 18 Février 1967                   |
| 2         | 9          | Tunnel of Death                | 25 Février 1967                   |
| 2         | 10         | The Deadly Bullet              | 4 Mars 1967                       |
| 2         | 11         | The Resurrectionists           | 11 Mars 1967                      |
| 2         | 12         | Wish You Were Here             | 18 Mars 1967                      |

* Un enregistrement audio complet existe fait à partir de la diffusion originale

## Produits dérivés

### VHS
Adam Adamant Lives!
- Distributeur : BBC Video
- Date de sortie : 6 mai 1991
- Référence : BBCV 4613
- Disponibilité : Indisponible

Contient les deux premiers épisodes de la première saison, "A Vintage Year for Scoundrels" et "Death Has a Thousand Faces", ce dernier remplaçant l'épisode précédemment envisagé "The Village of Evil". Bien qu'il y ait eu des rumeurs de deux autres sorties vers la fin de 1991, la sortie ne s'est pas concrétisée en raison de ventes médiocres. Réédition en DVD par Revelation en 2001.

### DVD
Adam Adamant Lives! : The Complete Collection
- Label : 2entertain Ltd.
- Date de sortie : 26 juillet 2006
- Référence : BBCDVD 1479
- Disponibilité : Temporairement indisponible

Coffret DVD de cinq disques Région 2 contenant les 17 épisodes survivants en version remastérisée. Il comprend un livret de collection de 64 pages intitulé Adam Adamant Lives!: Viewing Notes, rédigé par Andrew Pixley.

### Bonus
- This Man is the One : documentaire de 52 minutes avec Gerald Harper, Juliet Harmer, Verity Lambert et Brian Clemens. Présenté par Mark Gatiss.
- Pistes de commentaires audio : disponibles sur les épisodes "A Vintage Year for Scoundrels" et "A Sinister Sort of Service". Avec Gerald Harper, Juliet Harmer et Verity Lambert.
- Adam Adamant's Wheels : mini-documentaire de 7 minutes sur la fidèle Mini Cooper S d'Adam Adamant.
- Missing Sounds : extrait audio de l'épisode manquant de la deuxième saison "A Slight Case of Reincarnation".
- Outtakes : scènes coupées et prises en studio des épisodes "A Vintage Year for Scoundrels" et "Sing a Song of Murder".
- Galerie photos : galerie photos de 13 minutes avec des images en couleur et en noir et blanc de la série, ainsi que des photos de l'épisode pilote non diffusé, accompagnées de la musique de la série – y compris la version complète du "The Adam Adamant Theme" interprété par Kathy Kirby.
- PDFs: (seulement sur DVD-Rom, pour PC/Mac)

– Articles du Radio Times
– Scripts complets des 12 épisodes manquants
– The Adam Adamant Annual
– Histoires en comics issues de TV Comic, TV Comic Holiday Special et TV Comic Annual Note : Sur les sorties VHS et DVD, "A Vintage Year for Scoundrels" et "Death Has a Thousand Faces" ont subi des modifications musicales en raison de l'impossibilité d'obtenir les droits des morceaux originaux des Rolling Stones pour une sortie commerciale. Pour le premier, "Route 66" a été remplacé par "Piano Rocket" du CD Time Periods 1 de Parry Music Library, tandis que le second comportait "Bye Bye Blues" du CD Pop Era de la KOK Library à la place de "Now I've Got a Witness".

## Influences et héritage

### Chapeau melon et bottes de cuir
Avec son duo composé d'un aventurier de la haute société et d'une femme "tendance" des années 60, des parallèles ont été établis avec la série concurrente d'ITV, Chapeau melon et bottes de cuir. Il existait également une similitude avec Mr. Rose de Granada (1967), où William Mervyn, un inspecteur de police à la retraite, était assisté par une secrétaire relativement jeune (Gillian Lewis) et un domestique (Donald Webster). Cependant, étant donné qu'Adam Adamant a été une substitution de dernière minute à un autre concept, il est difficile de dire dans quelle mesure la BBC avait l'intention de créer ces similitudes avec Chapeau melon et bottes de cuir. Verity Lambert a abordé directement la question : "Dans Adam Adamant Lives!, nous cherchions à créer quelque chose d'original. Même si cela pouvait viser un public similaire à celui de Chapeau melon et bottes de cuir, nos décisions de production n'étaient pas influencées par la volonté d'imiter."

Cependant, un critique de la rétrospective de la BBC Four en 2006, The Cult of ... Adam Adamant Lives!, a détecté une nuance supplémentaire dans la question lorsque Lambert et d'autres personnes impliquées dans la série ont été interviewées :
Les sympathiques et agréables Harmer, Clemens, Harper et la productrice Verity Lambert ont tous reconnu l'évidence une tentative maladroite et, rétrospectivement, risible de surpasser le chef-d'œuvre d'ABC. Même un script par ailleurs impartial et dénué d'ironie comparait les deux séries ainsi : "Un gentleman Édouardien associé à une belle jeune fille... et un gentleman Édouardien associé à une belle jeune fille". La conclusion implicite, bien sûr, était que Chapeau melon et bottes de cuir avait déjà occupé ce créneau trois ans plus tôt.
— Paul Stump, critique d'Off the Telly de The Cult of ... Adam Adamant Lives!, 2006
Anthony Clark du British Film Institute (BFI) a noté que bien que la série "doive une dette stylistique à Chapeau melon et bottes de cuir, elle était la réponse de la BBC au succès des séries d'espionnage et d'action d'ITV comme Le Saint (1962-69) et Destination Danger (1960-69)". Il poursuit en décrivant le personnage d'Adamant comme "plus un aventurier de l'ère impériale qu'un espion parodique". Une critique de Television, Mme Heaven, mentionne que bien que la série ait "longtemps été citée comme la réponse de la BBC à Chapeau melon et bottes de cuir", elle doit en fait "plus au style élégant, au ton et au format des séries d'action de l'écurie ITC de Lew Grade, phénoménalement réussies, qu'aux aventures sophistiquées de Steed et Mme Peel".

### Doctor Who
L'interprétation d'Adam Adamant par Harper est considérée comme ayant influencé la version du Docteur interprétée par Jon Pertwee. Le guide des épisodes de Doctor Who de la BBC établit des parallèles entre les premières scènes du Troisième Docteur à l'hôpital et celles d'Adamant dans son épisode pilote, "A Vintage Year for Scoundrels".

### Austin Powers
Le personnage d'Adam Adamant est souvent vu comme une source d'inspiration partielle pour Austin Powers,. En particulier, des allusions sont relevées entre la manière dont Austin Powers, comme Adamant, est réveillé d'un sommeil cryogénique et se lie d'amitié avec une femme attirante qui connaissait ses exploits réalisés avant sa congélation. Cependant, la formule est complètement inversée dans Austin Powers, puisque sa partenaire, Vanessa Kensington, n'est pas impressionnée par son passé, contrairement à Georgina Jones qui est une fan admirative d'Adamant.

## Série audio Big Finish
La société de production de drames audio Big Finish Productions a annoncé qu'elle produirait une nouvelle série audio, écrite par et avec l'acteur-romancier Guy Adams. Nicholas Briggs est le réalisateur. Blake Ritson a repris le rôle principal. Le premier volume, A Vintage Year for Scoundrels, a été publié en janvier 2020. Un deuxième volume, Face Off, est sorti en août 2020.

### Volume 1: A Vintage Year for Scoundrels
| N° | Titre                        | Réalisation     | Scénario  | Publication  |
| -- | ---------------------------- | --------------- | --------- | ------------ |
| 1  | "What Is This Place?"        | Nicholas Briggs | Guy Adams | Janvier 2020 |
| 2  | "Death Has A Thousand Faces" | Nicholas Briggs | Guy Adams | Janvier 2020 |
| 3  | "Georgina Jones Dies!"       | Nicholas Briggs | Guy Adams | Janvier 2020 |

### Volume 2: Face Off
| N° | Titre                            | Réalisation     | Scénario  | Publication |
| -- | -------------------------------- | --------------- | --------- | ----------- |
| 1  | "A Slight Case Of Reincarnation" | Nicholas Briggs | Guy Adams | Août 2020   |
| 2  | "Face It!"                       | Nicholas Briggs | Guy Adams | Août 2020   |
| 3  | "The Important Questions"        | Nicholas Briggs | Guy Adams | Août 2020   |